# Garmsar
Garmsār (farsi گرمسار) è il capoluogo dello shahrestān di Garmsar, circoscrizione Centrale, nella provincia di Semnan in Iran. Aveva, nel 2006, una popolazione di 38.891 abitanti. Si trova nella parte occidentale della regione al limitare del deserto di Dasht-e Kavir.